# The Better Man
The Better Man er en amerikansk stumfilm fra 1914.

## Medvirkende
- William Courtleigh Jr. som Mark Stebbing
- Arthur Hoops som Lionel Barmore
- Alice Claire Elliott som Margaret Wharton
- Robert Broderick som Henry Wharton
- William R. Randall som Penrod